# Ленговский, Матеуш
Мате́уш Ленго́вский (пол. Mateusz Łęgowski; род. 29 января 2003, Бродница, Куявско-Поморское воеводство) — польский футболист, полузащитник итальянского клуба «Салернитана» и сборной Польши.

## Клубная карьера
Ленговский — воспитанник клубов «Бродница» и «Погонь» (Щецин). 21 августа 2021 года в матче против «Сталь» (Мелец) он дебютировал в польском Экстраклассе. 4 марта 2022 года в домашнем матче против клуба «Радомяк» он забил свой дебютный гол за щецинский клуб.
17 августа 2023 года Ленговский стал игроком итальянского клуба «Салернитана»; сумма трансфера составила около 3 миллионов евро. 20 августа в матче против «Ромы» он дебютировал за новый клуб.

## Международная карьера
Выступал за молодёжные сборные Польши до 15, 16, 17, 19 и 21 года. 22 сентября 2022 года в матче Лиги Наций УЕФА против Нидерландов он дебютировал в составе национальной сборной Польши, выйдя на замену вместо Пётра Зелинского.
| Матчи Матеуша Леговского за сборную Польши | Матчи Матеуша Леговского за сборную Польши | Матчи Матеуша Леговского за сборную Польши | Матчи Матеуша Леговского за сборную Польши | Матчи Матеуша Леговского за сборную Польши | Матчи Матеуша Леговского за сборную Польши | Матчи Матеуша Леговского за сборную Польши |
| №                                          | Дата                                       | Оппонент                                   | Счёт                                       | Голы                                       | Карточки                                   | Соревнование                               |
| ------------------------------------------ | ------------------------------------------ | ------------------------------------------ | ------------------------------------------ | ------------------------------------------ | ------------------------------------------ | ------------------------------------------ |
| 1                                          | 22 сентября 2022                           | Нидерланды                                 | 0:2                                        | —                                          | —                                          | Товарищеский матч                          |

Итого: 1 игра / 0 голов; 0 побед, 0 ничьих, 1 поражение